# Limonium migjornense
Limonium migjornense és una saladina endèmica del Migjorn (Mallorca), de la família Plumbaginaceae. El seu nom deriva de la zona on s'han trobat. Fou descrita el 1985 pel botànic mallorquí Lleonard Llorens.
És una planta perenne, glabra, amb un cep curt d'uns 2-7 cm, poc ramificada. Té biologia reproductiva monoica auto-incompatible, floreix entre juny i agost o, excepcionalment, setembre. Fructifica els mesos de setembre i octubre. És hermafrodita, amb pol·linització entomòfila generalista i dispersió anemocora. La major part dels grans de pol·len presenten irregularitats i malformacions. El nombre de cromosomes és 2n = 25. Es pot reproduir de forma asexual per apomixis.
Habita el salobrar de Campos, al sud de Mallorca, en sòls salins anegats en alguna època de l'any i en sòls arenosos. Comparteix hàbitat amb Limonium camposanum, L. antonii-llorensii i L. virgatum. Només se'n coneix una població que compta amb uns 400 individus. És una espècie amenaçada amb risc d'extinció degut a la reduïda zona on es localitza i al perill d'origen antròpic. La zona és freqüentada per estiuejants i turistes durant l'època de floració. Existia una segona població al salobrar de Magalluf, al sud-oest de Mallorca, actualment desapareguda.